# Typhlocirolana moraguesi
Typhlocirolana moraguesi là một loài chân đều trong họ Cirolanidae. Loài này được Racovitza miêu tả khoa học năm 1905.